# جوسيب ماريا إيزكويردو
جوسيب ماريا إيزكويردو (بالإسبانية: Josep Maria Izquierdo Ibañez)‏ هو مدرب رياضي إسباني، ولد في 15 مايو 1967 في بادالونا في إسبانيا.

## روابط خارجية
- جوسيب ماريا إيزكويردو على موقع الدوري الإسباني لكرة السلة (الإسبانية)